# Estefanita
A estefanita é um mineral de sulfossal de prata e antimônio com fórmula: Ag5SbS4. É composta por 68,8% de prata, e às vezes é importante como minério deste metal.

## História
Sob o nome de Schwarzerz, foi mencionado por Geórgio Agrícola em 1546 e tem sido conhecido como "minério de prata preto" (em alemão:  Schwarzgultigerz), minério de prata quebradiço (em alemão:  Sprödglanzerz), etc. O nome estefanita foi proposto por W. Haidinger em 1845 em homenagem ao Arquiduque da Áustria Estêvão de Habsburgo-Lorena (1817-1867). Os autores franceses usam o nome de F. S. Beudant psaturose (do grego ψαθυρός, frágil).

## Propriedades
Frequentemente ocorre como cristais bem formados, que são ortorrômbicos e ocasionalmente mostram indicações de hemimorfismo : eles têm a forma de prismas de seis lados ou mesas planas terminadas por grandes planos basais e frequentemente modificados nas bordas por numerosos planos piramidais. A geminação nos planos prismáticos é frequente, dando origem a grupos pseudo-hexagonais como os da aragonita. A cor é preto-ferro, e o lustre metálico e brilhante; na exposição à luz, entretanto, os cristais logo se tornam opacos. A estefanita é um importante minério de prata em alguns campos de mineração.

## Ocorrência
A estefanita ocorre como um mineral de estágio avançado com outros minérios de prata em veios hidrotermais. Minerais associados incluem proustita, acantita, prata nativa, tetraedrita, galena, esfalerita e pirita.  As localidades que renderam bons espécimes cristalizados são Freiberg e Gersdorf perto de Rosswein na Saxônia, Chañarcillo no Chile e excepcionalmente Cornualha. No veio Comstock, em Nevada, a estefanita maciça e a argentita são importantes minérios de prata.